# Naarn im Machlande
Naarn im Machlande är en ort och kommun  i Österrike. Den ligger i distriktet Perg i förbundslandet Oberösterreich, 130 kilometer väster om huvudstaden Wien. 
Kommunen består av 17 orter (Ortschaften) (inom parentes invånarantal 1 januari 2024):

- Aist (82)
- Au an der Donau (930)
- Baumgarten (129)
- Dirnwagram (69)
- Holzleiten (112)
- Laab (126)
- Naarn (1 718)
- Neuhof (74)
- Oberwagram (104)
- Pratztrum (41)
- Ruprechtshofen (109)
- Schönau (67)
- Sebern (71)
- Staffling (88)
- Starzing (35)
- Straß (24)
- Wimm (75)